# Speedy Smith
Kenneth J. Smith, detto Speedy (St. Petersburg, 28 gennaio 1993), è un cestista statunitense.

## Palmarès

### Squadra
- Campionato lituano: 1

Rytas: 2021-2022
- Coppa di Israele: 2

Hapoel Gerusalemme: 2023, 2024
- Coppa di Lega israeliana: 1

Hapoel Gerusalemme: 2023

### Individuale
- MVP Coppa di Israele: 2

Hapoel Gerusalemme: 2023, 2024
- MVP Coppa di Lega israeliana: 1

Hapoel Gerusalemme: 2023